# Matija Rom
Matija Rom, slovenski nogometaš, * 1. november 1998, Ljubljana.
Rom je profesionalni nogometaš, ki igra na položaju branilca. Od leta 2024 je član kazahstanskega kluba Ženis. Ped tem je igral za slovenski klub Domžale, hrvaška Inter Zaprešić in Šibenik, ukrajinski Kolos Kovalivka in gruzijski Telavi. Skupno je v prvi slovenski ligi odigral 48 tekem in dosegel en gol. Z Domžalami je leta 2017 osvojil slovenski pokal. Bil je tudi član slovenske reprezentance do 15, 16, 17, 18, 19 in 21 let.